# Mesotritia asensillata
Mesotritia asensillata är en kvalsterart som först beskrevs av Isidro Ojeda 1992.  Mesotritia asensillata ingår i släktet Mesotritia och familjen Oribotritiidae. Inga underarter finns listade i Catalogue of Life.